# Casa embrujada

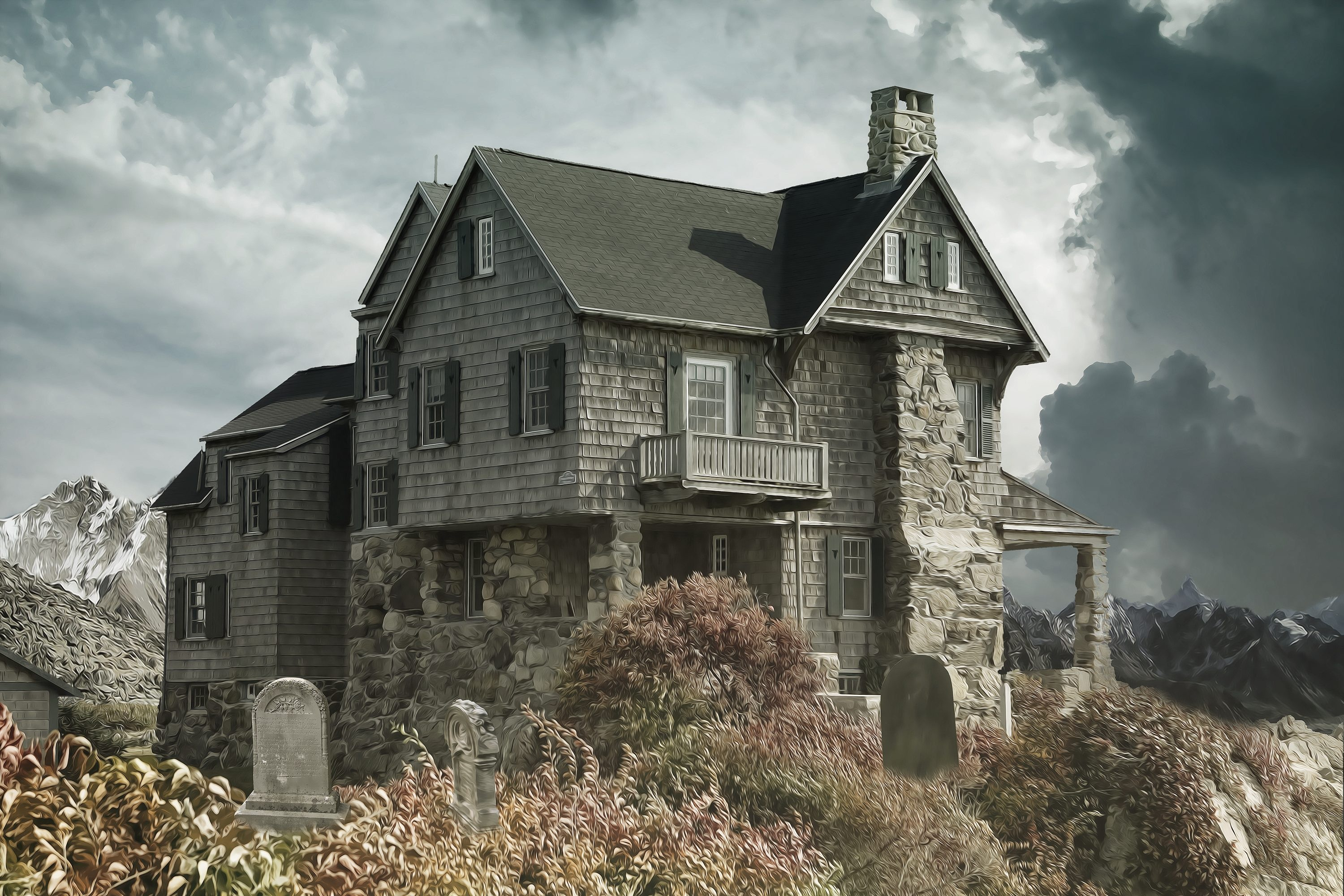
Estereotipo de una casa encantada.

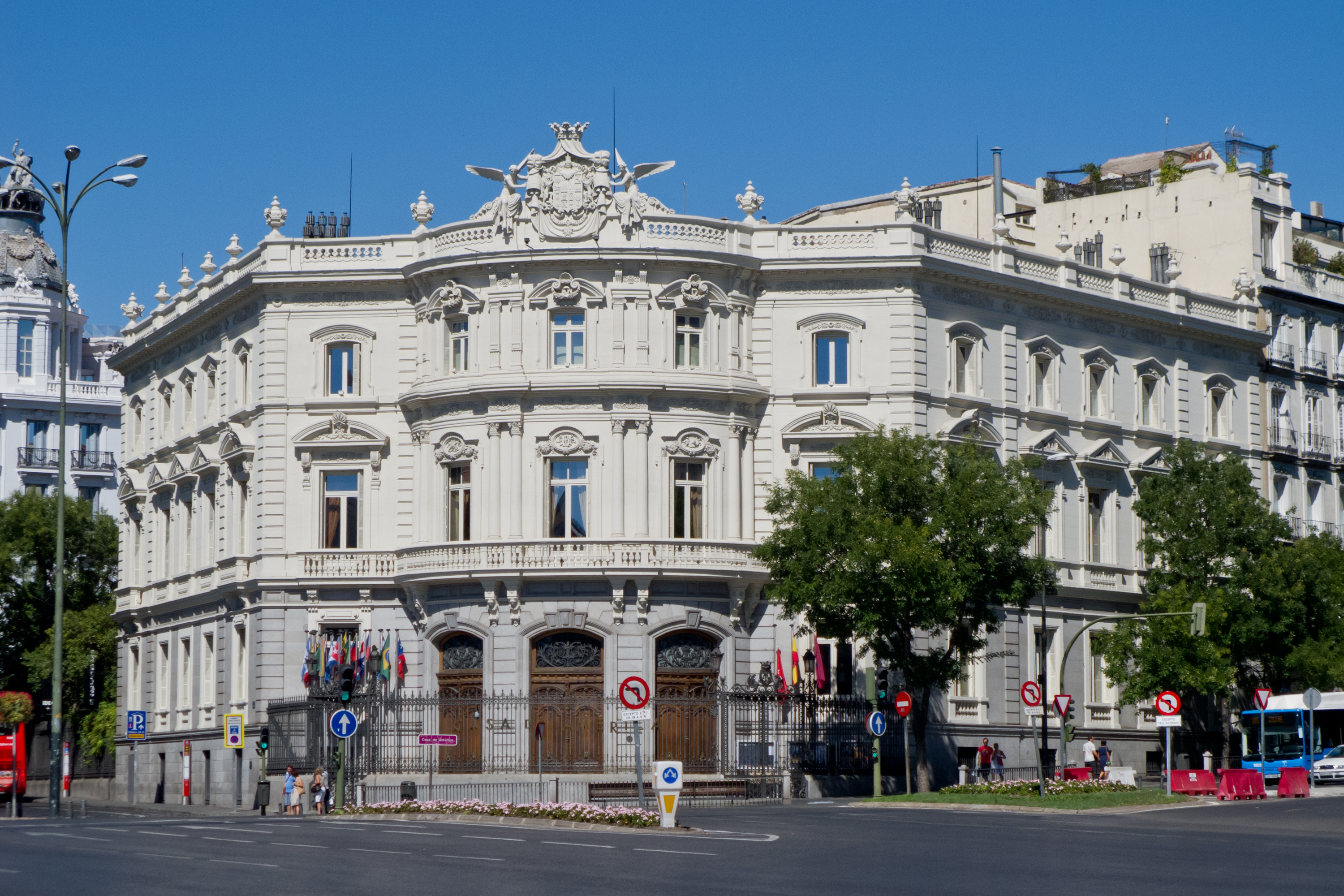
Palacio de Linares, una de las "casas encantadas" de Madrid.

Una casa embrujada o casa encantada (conocidas en inglés como haunted house) son, en la cultura popular, casas donde ocurren supuestos fenómenos paranormales, normalmente asociados a leyendas sobre fantasmas, crímenes, etc.
Este tipo de creencias reciben su mayor impulso a partir del romanticismo del siglo XIX y los primeros pasos de la parapsicología, reforzadas en el siglo XX gracias especialmente al cine. En América del Norte se suelen corresponder con viviendas recientes, mientras que en Europa se suman también edificaciones más antiguas, especialmente palacios o castillos.

## Descripción
Según las leyendas populares, una casa embrujada puede estar habitada por fantasmas, poltergeists, espíritus u otras entidades. Según la cultura popular y pseudociencias como la parapsicología, en ocasiones estas presencias frecuentando el mundo físico después de que un acontecimiento trágico ocurriese en la propiedad, como un asesinato, una muerte accidental, o un suicidio. Ocasionalmente pueden ser productos de posesiones, maldiciones o rituales.
Los lugares con presencia de ánimas en pena o espíritus se contabilizan por miles en diferentes culturas. A partir del siglo XIX, con el auge del romanticismo, la recuperación de la arquitectura medieval, la literatura, etc., resurgen con fuerza las historias de fantasmas y seres misteriosos. La sociedad de la información hace que un hecho especialmente traumático registrado en una casa sea conocido en otros lugares, y las posibles consecuencias inmateriales de ese hecho también, alimentando las leyendas populares, el folklore o las leyendas urbanas. Hoy en día, en todos los países existen casas sobre las que se cuentan leyendas de fantasmas, habiendo sido "investigadas" en algunos casos por grupos de aficionados al estoerismo o medios de comunicación especializados.
En Estados Unidos, es común que se trate de casas del siglo XIX o principios del XX, así como hoteles en grandes ciudades. En Europa, además de este tupo de construcciones, es común escuchar leyendas sobre seres errantes en viejos castillos y palacios, especialmente en ciudades antiguas como Edimburgo o Londres, cuyo clima y ambiente favorece estas historias. 
Ejemplos de casas famosas son la Mansión Winchester en California, la Drumbeg Manor, en Donegal (Irlanda), el Presbiterio de Borley (Inglaterra), la Casa de Kompong Som, en Camboya, y la famosísima casa del horror de Amityville, vinculada a un asesinato. 

### Ficción
Las casas embrujadas son elementos comunes en ficciones literarias o cinematográficas de horror y ficción paranormal. Sin embargo, muchos autores y directores de cine prefieren la arquitectura de principios del siglo XX o anterior, particularmente mansiones oscuras de la época victoriana. Numerosas y conocidas películas y series de terror basan parte de su historia en una casa en la que ocurren sucesos paranormales, como Los Otros, The Conjuring, Poltergeist, El Orfanato, El Resplandor o La maldición de Bly Manor.